# Chi Andromedae
Chi Andromedae este o stea din constelația Andromeda.